# سورايا أرنيلاس
سورايا أرنيلاس (بالإسبانية: Soraya Arnelas) واسمها الكامل سورايا أرنيلاس روبياليس (بالإسبانية: Soraya Arnelas Rubiales) هي مغنية إسبانية، ولدت في يوم 13 سبتمبر 1982 في بلدة فالنسيا دي الكنتارا في منطقة إكستريمادورا، تغني البوب ويورودانس. أشتهرت لتمثيلها لإسبانيا في مسابقة الأغنية الأوروبية في سنة 2009 في موسكو لأغنية La noche es para mí وألتي حلت بالمركز ال23 في المسابقة.

## روابط خارجية
- سورايا أرنيلاس على موقع IMDb (الإنجليزية)
- سورايا أرنيلاس على موقع ميوزك برينز (الإنجليزية)
- سورايا أرنيلاس على موقع أول ميوزيك (الإنجليزية)
- سورايا أرنيلاس على موقع ديسكوغز (الإنجليزية)
- سورايا أرنيلاس على موقع قاعدة بيانات الفيلم (الإنجليزية)